# Ruscus colchicus
Ruscus colchicus, la  escoba de carnicero de Cólquida, es una especie de arbusto perenne de la familia  Asparagaceae. Es una especie protegida.
Ruscus colchicus es un arbusto siempreverde de crecimiento lento que se disemina por el suelo, midiendo unos 50 cm de alto. Sus hojas verde oscuro (que en realidad son tallos aplanados) son elípticas con bordes suaves, miden unos 13 cm de largo y unos 5 cm de ancho. Sus flores verdes brotan en el eje de la hoja y miden hasta 8mm de largo. Sus bayas rojas miden hasta 1 cm de diámetro. Sus raíces son rizomas que le ayudan a diseminarse.

## Distribución
Es una especie nativa de la región del Cáucaso. Se le encuentra en el territorio de Krasnodar, en el sur de Rusia, en las cuencas de los ríos Belaia y Laba y en la costa del Mar Negro del distrito de Tuapse, en la frontera con Abjasia (Parque nacional de Sochi). También se le encuentra en Abjasia y Georgia y en el noreste de Turquía.